# Gießpfanne

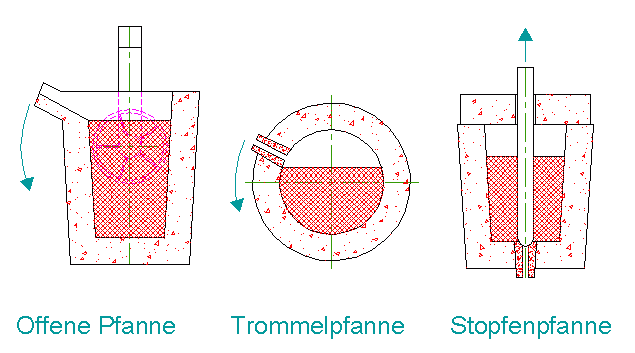
Typen von Gießpfannen

Eine Gießpfanne ist in der Metallurgie ein Behälter zum Vergießen von flüssigem Metall in eine Gussform. Man unterscheidet drei Arten von Gießpfannen.

## Offene Pfanne
Offene Pfannen sind die am häufigsten verwendeten Gießpfannen. Sie verfügen über ein sog. Krangießgehänge, um die Pfanne an einen Kran anzuschlagen. Dabei wird der Schwerpunkt der Pfanne so ausbalanciert, dass ein Kippen mittels Handrad und damit ein Ausgießen der Pfanne möglich wird. Bei größeren Pfannen geschieht dies mittels eines Krans anstatt des Handrads. Die Pfanne ist offen und verfügt über eine Gießschnauze, durch die ihr Inhalt ausgegossen wird.

## Trommelpfanne
Trommelpfannen sind geschlossene Gießpfannen, was ihren Wärmeverlust minimiert. Sie verfügen nur über eine kleine Ausgussöffnung, durch die beim leichten Kippen dieser liegenden Pfanne der Inhalt abfließt.

## Stopfenpfanne
Stopfenpfannen sind geschlossene Pfannen, deren Ausgussöffnung sich am Boden der Pfanne befindet. Diese Ausgussöffnung ist mit einem Stopfen versehen, der zum Abgießen durch Ziehen der mit dem Stopfen verbundenen Stopfenstange geöffnet wird. Dadurch wird verhindert, dass die auf der Metallschmelze schwimmende Schlacke beim Abguss in das Metall gelangt. Stopfenpfannen werden vor allem im Stahlguss verwendet. Beim Wegfall der Stopfenstange wird die Pfanne über Schieberplatten unter dem Ausguss verschlossen, welche mittels Hydraulik geöffnet und geschlossen werden können. So aufgebaute Pfannen werden als Schieberpfannen bezeichnet und ersetzen die Stopfenpfanne, wenn das Flüssigmaterial nicht direkt abgegossen, sondern in sekundärmetallurgischen Aggregaten weiter bearbeitet wird.
Einige Gießpfannen können elektrisch beheizt werden, um Temperaturverluste zwischen Schmelzofen und Vergießbereich auszugleichen. Das ist oft wirtschaftlicher und mit einer geringeren Gefahr der Schädigung des Werkstoffs, der feuerfesten Auskleidung der Pfanne, verbunden als eine vorherige höhere Aufheizung bei der Schmelze. Auf diese Weise wird eine längere Standzeit der Pfanne bis zum vollständigen Ersatz der korrodierten Auskleidung erreicht.